# Clete Blakeman

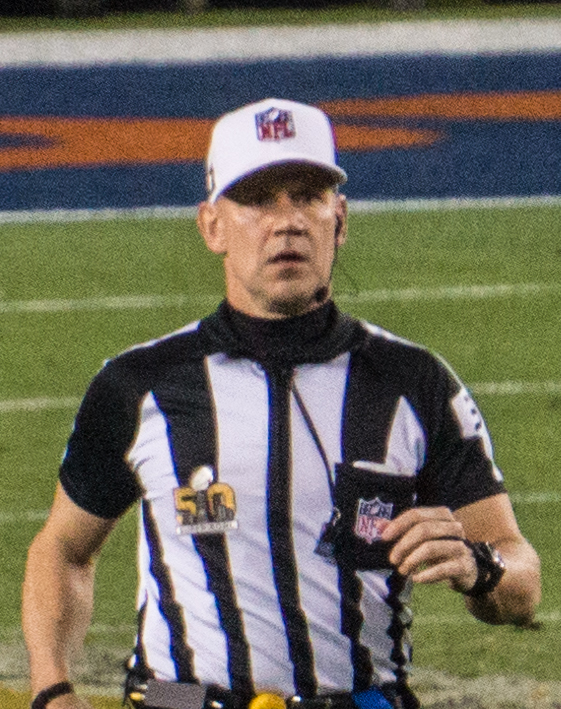
Clete Blakeman beim Super Bowl 50

Clete Blakeman (* 23. Juni 1964 in Blair, Nebraska) ist ein US-amerikanischer American-Football-Schiedsrichter in der National Football League (NFL). Er war Schiedsrichter des Super Bowls 50 und trägt die Nummer 34.

## College
Blakeman ging auf die University of Nebraska-Lincoln, wo er zwischen 1984 und 1987 für die Nebraska Cornhuskers als Quarterback und Holder spielte.

## Karriere
Nachdem er ein Jahr lang als Schiedsrichter in Highschool-Spielen fungierte, wechselte er in die NAIA Division II. Im Anschluss wechselte er in die NCAA, wo er auch mehrere Jahre mit seinem Vater arbeitete. Meist wurde er in Spielen der Big 12 Conference eingesetzt. Zwischen 2004 und 2006 leitete er dann Spiele in der NFL Europe. 2008 wechselte er in die National Football League, wo er als Field Judge begann. Zur Saison 2010 wurde er zum Referee ernannt.
Blakeman leitete den Super Bowl 50. Zwei Jahre zuvor, beim Super Bowl XLVIII, war er Ersatzschiedsrichter.

## Kontroversen

### Entscheidung gegen eine Pass Interference
Blakemans Crew leitete am 18. November 2013 ein Spiel zwischen den New England Patriots und den Carolina Panthers. Die Panthers führten mit 24:20, als die Patriots 3 Sekunden vor Schluss an der 18-Yard-Linie von Carolina standen. Im letzten Spielzug der Partie warf Patriots Quarterback Tom Brady einen Pass in die Endzone, wo er vom Safety der Panthers, Robert Lester, interceptet wurde. Gleichzeitig warf jedoch Back Judge Terrence Miles eine Penalty Flag zu Linebacker Luke Kuechly, weil er New Englands Rob Gronkowski nahe der Endzone in den Rücken stieß, was Miles als Pass Interference sah. Eine Strafe hätte den Patriots einen weiteren Spielzug von der 1-Yard-Line der Panthers ermöglicht. Nach einer Besprechung mit seiner Crew verkündete Blakeman jedoch, dass es keine Strafe gebe, was in der Beendigung des Spieles endete. Diese Entscheidung wurde vielfach als falsch kritisiert.

### Deflategate
Blakeman war Ersatzschiedsrichter im AFC Championship Game 2014, welches als Deflategate-Game bekannt wurde. Er war einer der beiden Offiziellen, welche während der Halbzeit den Luftdruck maßen. Er wurde dafür kritisiert, dass alle Bälle der Patriots überprüft wurden, jedoch nur vier Bälle der Colts, was als ungerecht angesehen wurde.

### Missverstandene Entscheidung
In Woche 16 der Saison 2015 leitete er das Spiel zwischen den New England Patriots und den New York Jets. Nachdem dieses Spiel in die Overtime gegangen war, wurde ein Münzwurf ausgetragen, welchen die Patriots gewannen. Sie hatten nun die Wahl, ob sie den Ball zuerst kicken oder returnen wollen oder in welche Richtung sie spielen wollen. Patriots Matthew Slater sagte, er wolle den Ball in eine bestimmte Richtung kicken (we want to kick off, that way), entschieden sich also für die Spielrichtung. Blakeman verstand allerdings nur, dass die Patriots den Ball kicken wollten und gab den Jets die Entscheidung, in welche Richtung sie spielen wollen.

### Misslungener Münzwurf
Am 16. Januar 2016 leitete Blakeman das Divisional-Playoff-Spiel zwischen den Arizona Cardinals und den Green Bay Packers. Nachdem das Spiel in die Overtime gegangen war, musste er einen Münzwurf ausführen, schaffte es aber nicht die Münze zum Rotieren zu bringen, weshalb er den Münzwurf wiederholte. Da in den offiziellen Regeln jedoch nicht festgeschrieben ist, dass die Münze rotieren muss, bekam er für die Entscheidung, den Münzwurf zu wiederholen, vereinzelt Kritik.

## Sonstiges
Neben seiner Tätigkeit als Schiedsrichter ist Blakeman als Anwalt in Omaha, Nebraska aktiv.

## Statistik
| Saison | Position    | Spiele (Play-offs) | Strafen ausgerufen | Aus Strafen resultierender Raumverlust in Yards |
| ------ | ----------- | ------------------ | ------------------ | ----------------------------------------------- |
| 2008   | Field Judge | 15                 | 160                | 1.301                                           |
| 2009   | Field Judge | 16 (1)             | 172                | 1.364                                           |
| 2010   | Referee     | 15                 | 167                | 1.342                                           |
| 2011   | Referee     | 17 (1)             | 227                | 1.938                                           |
| 2012   | Referee     | 12                 | 131                | 1.165                                           |
| 2013   | Referee     | 16 (1)             | 189                | 1.660                                           |
| 2014   | Referee     | 16 (1)             | 181                | 1.613                                           |
| 2015   | Referee     | 16 (2)             | 242                | 1.964                                           |
| 2016   | Referee     | 16                 | 228                | 1.993                                           |
| Gesamt | Gesamt      | 145                | 1.697              | 14.240                                          |